# Rectolejeunea aloba
Rectolejeunea aloba là một loài Rêu trong họ Lejeuneaceae. Loài này được (Sande Lac.) Stephani miêu tả khoa học đầu tiên năm 1914.